# Myrpiggsvin
Myrpiggsvin eller Echidna (Tachyglossidae) är en familj i ordningen kloakdjur som består av fyra arter fördelade på två släkten som enbart förekommer i Australien, Tasmanien och på Nya Guinea. 2023 upptäcktes myrpiggsvin även i Indonesien.

## Systematik
Myrpiggsvin räknas liksom näbbdjuret till däggdjuren, då definitionen av däggdjur inte bygger på deras sätt att föda ungar utan på deras gemensamma utvecklingslinje i evolutionen. Dessutom finns flera kännetecken som myrpiggsvin har gemensamt med andra däggdjur, till exempel håren och att ungarna diar mjölk från sin mor. Trots att de första däggdjuren troligen förökade sig med ägg utgör kloakdjuren inte förfäderna till gruppen Theria (pungdjur och högre däggdjur). Kloakdjuren är snarare en sidogren som har några ursprungliga kännetecken kvar.
Antalet fossila myrpiggsvin är få. De äldsta kända fossilen är kända från pliocen och de var ganska lika dagens myrpiggsvin. Trots allt antas att familjen uppkom under krita. Den största kända arten, Zaglossus hacketti, levde under pleistocen i västra Australien och hade en kroppslängd omkring en meter samt en vikt vid 30 kilogram.
Familjen delas upp i två släkten:
FAMILJ TACHYGLOSSIDAE
- släkte Tachyglossus - kortnäbbiga myrpiggsvin
  - Kortnäbbat myrpiggsvin (Tachyglossus aculeatus)
- släkte Zaglossus - långnäbbiga myrpiggsvin
  - Zaglossus attenboroughi
  - Zaglossus bruijni
  - Zaglossus bartoni
  - †Zaglossus hacketti
  - †Zaglossus robustus

Antalet arter är omstritt. Den senaste beskrivna arten, Zaglossus attenboroughi, upptäcktes först 1998 i Nya Guineas högland.

## Utbredning
Myrpiggsvin förekommer på Nya Guinea och Australien. Kortnäbbat myrpiggsvin (Tachyglossus aculeatus) lever på Nya Guinea och Australien samt på öar i närheten som Tasmanien. Släktet långnäbbiga myrpiggsvin (Zaglossus) förekommer bara på Nya Guinea.

## Utseende

### Kroppsbyggnad och pälsen

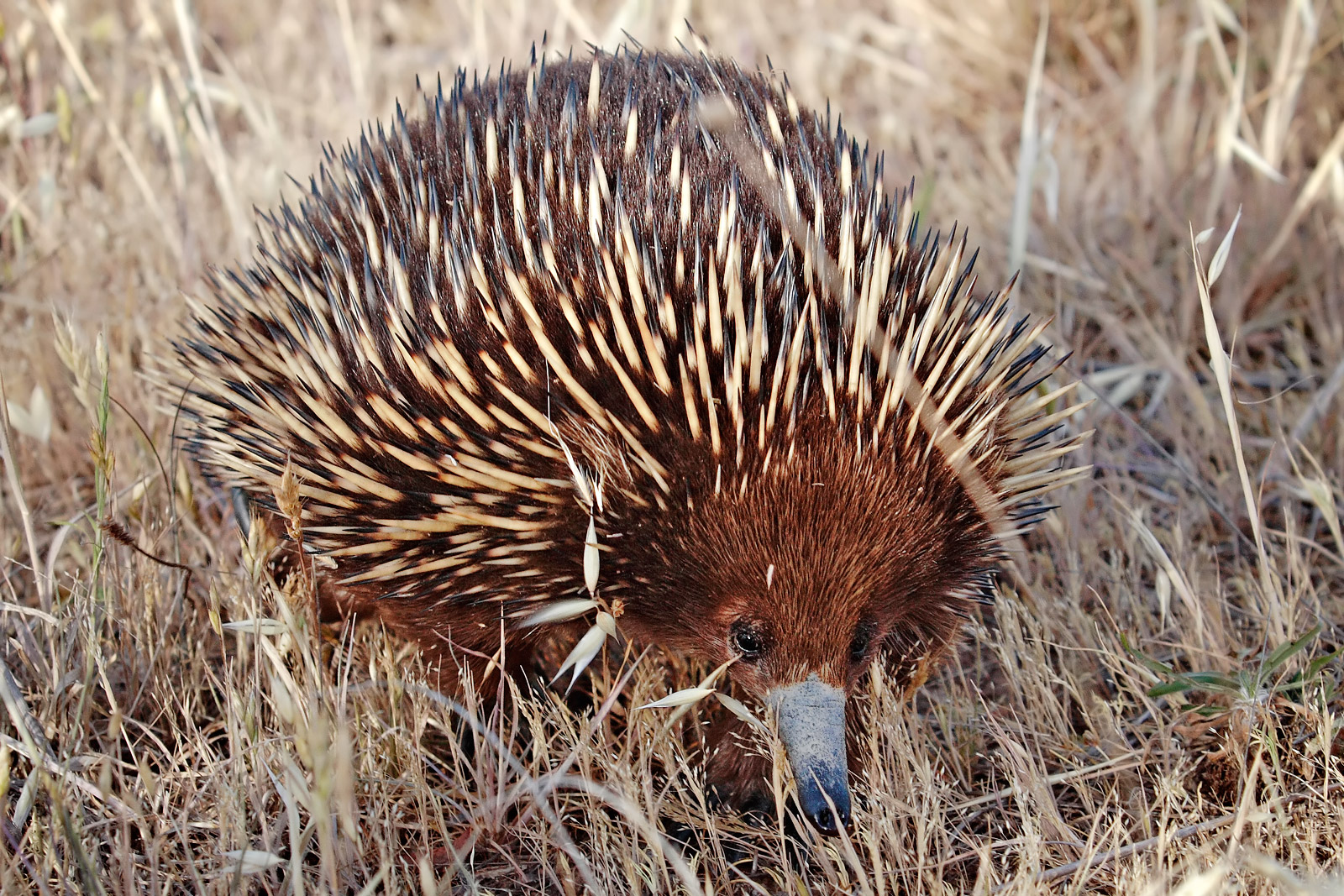
Tachyglossus aculeatus i Victoria, Australien.

Myrpiggsvinen har en långt utdragen, rund, naken nos, lång och smal tunga som liknar en mask och kan sträckas långt utanför munnen, de liksom hos igelkottarna av taggar och hår täckta övre kroppsdelarna och de stora, platta med grävklor försedda tårna. Myrpiggsvinen har också mycket kort svans och korta, tjocka fötter. Taggarna är upp till 60 millimeter långa och har vanligen en gulaktig färg, men deras spets är ofta svart. Ibland är taggarna gömda av de långa håren. Pälsens färg är främst brun- eller svartaktig. Hårens längd är beroende på levnadsområdet, i kalla regioner är de vanligen längre och tätare. Hos långnäbbiga myrpiggsvin är taggarna allmänt kortare och mera glest fördelade. För övrigt påminner den klumpiga kroppen ganska mycket om igelkottens.
Med en kroppslängd mellan 30 och 40 centimeter samt en vikt mellan 2 och 7 kilogram är kortnäbbad myrpiggsvin den minsta arten. De långnäbbiga myrpiggsvinen når en längd mellan 45 och 77 centimeter samt en vikt upp till 16 kilogram. Hannar är vanligen större och tyngre än honor. Den korta svansen är på ovansidan täckt av taggar och på undersidan naken. Liksom hos näbbdjuret har mag- tarmsystemet och könsorganen en gemensam kloaköppning.
Kroppstemperaturen ligger vanligen mellan 31 och 33 °C, alltså tydligt lägre än hos de flesta andra däggdjuren.

### Extremiteter

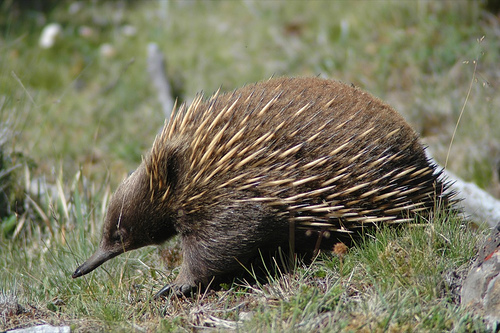
Kortnäbbat myrpiggsvin.

Vid varje fot finns fem tår. Hos kortnäbbat myrpiggsvin är alla tår utrustade med klor medan långnäbbiga myrpiggsvin bara har klor vid de mellersta tre tårna. Den andra tån av de bakre extremiteterna är förlängd och används för pälsvårdnaden. Liksom näbbdjuret har flera vuxna hannar vid de bakre fötterna en tagg. Som ungdjur har alla myrpiggsvin denna tagg men honor tappar taggen innan de är könsmogna och även några hannar blir av med taggen. I motsats till näbbdjuret innehåller taggen inget gift. Under parningstiden avsöndra hannarna ett sekret från taggen men vätskans syfte är okänt.

### Huvud
Munnen, som är liten och öppnar sig längst ut på undre sidan av nosspetsen, saknar tänder, men har i gommen tvärrader av små, hårda, spetsiga, bakåtriktade, hornartade taggar. Arternas luktsinne är bra utvecklade. Liksom näbbdjuret kan de känna av elektriska impulser som uppstår vid bytesdjurens rörelse. Myrpiggsvin saknar yttre öron och ögonen är små.

## Ekologi
Myrpiggsvin anpassar sig till olika habitat. De i ökenområden i Australiens inre samt i skogar och kulturlandskap. På Nya Guinea förekommer de upp till 4000 meter över havet men även nära strandlinjen. Individerna vilar ofta i håligheter under träd eller i bergssprickor och jordgrottor.
Myrpiggsvinen gräver sig hålor och gångar under trädrötterna och håller sig dolda under dagen. Men på natten kommer de fram för att söka sig föda. I sina rörelser är de livliga och verkliga mästare i konsten att gräva. När de gräver visar de både snabbhet och styrka. De lever företrädesvis av myror och termiter som de gräver upp ur deras stackar och fångar med den klibbiga tungan. De äter också andra insekter och andra ryggradslösa djur. Om man försöker ta tag i ett myrpiggsvin rullar det ögonblickligen ihop sig, så att de skarpa taggarna gör det ganska svårt att hålla fast det. Har ett sådant djur väl lyckats få sig en liten grop är det svårt att dra fram det, eftersom det, liksom gördeldjuren (bälta), spärrar ut taggarna och trycker dem hårt mot hålighetens väggar. Myrpiggsvinet ger ibland ifrån sig ett svagt grymtande. Bakfotens sporre hos hannen används inte till försvar, men är kanske under brunsttiden ett vapen som hannarna bekämpar varandra med.
Myrpiggsvinen lägger ägg, som de för in i pungen med hjälp av munnen. Äggen kläcks efter 7 till 10 dagar och ungarna stannar ytterligare 6 till 8 veckor i pungen.

## Myrpiggsvin och människan
År 2000 var ett myrpiggsvin med namnet Millie (tillsammans med två andra australiensiska djur) maskot för Olympiska sommarspelen i Sydney.